# 重兴乡 (江油市)
重兴乡，是中华人民共和国四川省绵阳市江油市下辖的一个已撤销乡镇级行政单位。2019年12月27日，四川省人民政府批复同意撤销重兴乡，将其所辖行政区域划归河口镇管辖。

## 行政区划
重兴乡撤销前下辖以下地区：
白土村、玉皇村、隆庆村、重兴村、石桥河村、新隆村、紫荆村和大石村。